# Омбакур
Омбакур (фр. Ambacourt) насеље је и општина у североисточној Француској у региону Лорена, у департману Вогези која припада префектури Нефшато.
По подацима из 2011. године у општини је живело 294 становника, а густина насељености је износила 43,49 становника/km². Општина се простире на површини од 6,76 km². Налази се на средњој надморској висини од 260 метара (максималној 357 m, а минималној 252 m).

## Демографија
| 1962. | 1968. | 1975. | 1982. | 1990. | 1999. | 2011. |
| ----- | ----- | ----- | ----- | ----- | ----- | ----- |
| 189   | 185   | 177   | 215   | 275   | 277   | 294   |

График промене броја становника у току последњих година